# فهرست فدراسیون‌های فوتبال
در زیر فهرست فدراسیون‌های فوتبال (انگلیسی: List of football federations) آمده است:

## بین‌المللی
- فیفا − فدراسیون بین‌المللی فوتبال– ۲۱۰ عضو دارد و در سال ۱۹۰۴ تأسیس شد. جام جهانی مهمترین مسابقاتی است که فیفا برگزار می‌کند.
- ان اف بورد - (NF-Board؛ ۱۸ عضو و ۱۴ عضو مشروط)
- کونیفا - فدراسیون انجمن‌های فوتبال مستقل (ConIFA؛ ۲۴عضو)

## قاره‌ای

نقشه جهانی فیفا

### کنفدراسیون‌های فیفا
کنفدراسیون فوتبال آسیا (AFC؛ ۴۶ عضو) درامور آسیا و استرالیا
     کنفدراسیون فوتبال آفریقا (CAF؛ ۵۴ عضو)
     کنفدراسیون فوتبال آمریکای شمالی و مرکزی (CONCACAF؛ ۴۱ عضو)
     کنفدراسیون فوتبال آمریکای جنوبی (CONMEBOL؛ ۱۰ عضو)
     کنفدراسیون فوتبال آقیانوسیه (OFC؛ ۱۱ عضو)
     کنفدراسیون فوتبال اروپا (UEFA؛ ۵۳ عضو)

### کنفدراسیون غیرفیفا
- فدراسیون‌های جدید شمال آمریکا و شمالگان(NAANF)
- فدراسیون‌های جدید مجمع آمریکای جنوبی (CSANF؛ ۴ عضو و ۱ وابسته)

## منطقه‌ای

### آفریقا
وابسته به کنفدراسیون فوتبال آفریقا
- مجمع انجمن‌های فوتبال شرق و مرکز آفریقا (CECAFA؛ ۱۰ عضو و ۱ وابسته)
- مجمع انجمن‌های فوتبال جنوب آفریقا (COSAFA؛ ۱۴ عضو ۱ وابسته)
- اتحادیه انجمن‌های فوتبال غرب آفریقا (WAFU) UFOA)؛ ۸ عضو)
- اتحادیه فدراسیون‌های شمال آفریقا (UNAF؛ ۵ عضو)
- اتحادیه فدراسیون‌های فوتبال آفریقای مرکزی (UNIFFAC؛ ۸ عضو)

### آسیا
وابسته به کنفدراسیون فوتبال آسیا
- فدراسیون فوتبال غرب آسیا (WAFF؛ ۱۳ عضو)
- فدراسیون فوتبال شرق آسیا (EAFF؛ ۹ عضو و ۱ عضو مشروط)
- فدراسیون فوتبال مرکز و جنوب آسیا (CSAFF؛ ۱۲ عضو)
  - فدراسیون فوتبال جنوب آسیا (SAFF؛ ۸ عضو)
  - فدراسیون فوتبال آسیای مرکزی (CAFF؛ ۶ عضو)
- فدراسیون فوتبال آسه‌آن (AFF؛ ۱۲ عضو)

### آمریکای شمالی
وابسته به کنفدراسیون فوتبال آمریکای شمالی و مرکزی
- اتحادیه فوتبال کارائیب (CFU؛ ۳۰ عضو)
  - انجمن فوتبال جزایر بادپناه (LIFA؛ ۱۱ عضو)
  - انجمن فوتبال جزایر ویندوارد (WIFA؛ ۴ عضو)
- اتحادیه فوتبال آمریکای شمالی (NAFU؛ ۳ عضو)
- اتحادیه فوتبال آمریکایی (UNCAF؛ ۷ عضو)